# Lluís Crespí de Valldaura i Bou
Lluís Crespí de Valldaura i Bou (València, ? - ?, 1522) fou un poeta valencià.
Fill del senyor de Sumacàrcer Lluís Crespí de Valldaura i de Damiata Bou, va tindre set germans.
Va estudiar dret canònic a Pisa, i es va doctorar en lleis a la Universitat de València, d'on fou catedràtic de cànons (1500-03) i rector (1506).
Va escriure molts poemes, i alguns d'ells, en valencià i castellà, els podem trobar al Cancionero general (1511). Durant les Germanies (1520-22) lloà en una dècima, en valencià, la fidelitat de Morella, en contra dels agermanats.
Va morir el 1522 d'una llarga malaltia. El seu successor fou el seu fill Jeroni.